# エターナル・キングダム〜滅びの魔女と伝説の剣〜
『エターナル・キングダム〜滅びの魔女と伝説の剣〜』（エターナル・キングダム〜ほろびのまじょとでんせつのけん〜）は2008年7月25日にStudio e.go!から発売された18禁アクションRPGである。当初は『聖剣アヴィリオン〜滅びの魔女と失われし王国〜』という題名で発表されていたが改題された。

## 概要
架空の中世ファンタジー世界を舞台としたアクションRPGである。ゲームの流れとしては、大別して、AVG形式でストーリーを進めるストーリーパートの間に、戦闘を行うアクションパートが入る形となっている。二周目以降に能力・アイテムの引継ぎが可能になっている。

### アクションパート
アクションパートでは、クウォータービューによるアクションとなっている。操作できるのは主人公キャラクターのみでそれ以外の敵・味方ユニットは自動で動く。前半では数が少ないが後半になるに従い敵味方とも数が増えていくため感覚としては無双シリーズに近くなる。またストーリーパートの愛情値が上昇すると、操作キャラクターの近くで戦闘中共に行動し、コンボを繋ぐ手伝いをしてくれたり、危ないところを助けてくれたりするパートナーの設定も可能となっている。

## ストーリー
舞台は剣と魔法、そして伝説に彩られた世界アヴィリオン。かつてこの世界でダナーン王国があり、平和と繁栄を築き上げていた。邪悪なる滅びの魔女率いる軍との戦いがあり、数年の歳月と多くの犠牲と引き換えに人々は勝利を治めるも、滅びの魔女を打ち倒したダナーン王家の実質的指導者アルデウスも戦いにより深い傷を受けダナーン王家の血筋は途絶えてしまう。そして当時の摂政ガラハルトが帝国を打ち立て、世を力で支配する時代になる。それから数百年、多くの人々が知らない間に、かつて世界を死の淵に追いやった魔女の復活という不穏な影が迫っていた。
辺境にあるコナハト村に住む少年アレンは、ある日、いつもの冒険仲間と共に森で冒険している最中に、アレンは生まれたときから身につけているオーブが光る。その光を頼りに森の奥へと入って行くと遺跡があり、そこには巨大な石像の前に置かれた、1本の剣があった。剣を持ち帰ろうとした時、石像はモンスターに姿を変え、アレンたちに襲いかかるが、不思議なオーブの光の手助けもあり辛うじてそれを倒し村に帰ると、魔物の軍勢に襲撃されていた。アレンはドワーフ族の友人ユミルと協力しモンスターのリーダー格のオークを倒したものの魔物を率いていた帝国の将レオンハルトと妖しき謎の魔女ディアドラにオーブを奪われてしまう。
襲撃により多くの村人、そしてヴァンスの弟メルヴィンを失った悲しみにくれて一夜過ぎ去った後、見つけた剣がはるか昔にあったダナーン王家にまつわると知る。アレンがダナーン王国騎士団または王族の末裔であると知り、周囲は喜ぶとともに彼を説得、アレンはダナーン王国復活と帝国打倒のために立ち上がることになった。

## キャラクター
アレン
声 - 神無月季
主人公。まだ親の顔を覚えられない年頃に両親を失い孤児となったため、亡き養父母や村の人たちによって育てられた。素直で明るく楽天的で細かいことは気にしないタイプ。物事の本質を見極める力がある為か本当に大切なものが感覚で理解でき、命をかけて守ろうとする。また他人の大切なものにもすばやく気がつくが、恋愛に関しては少々鈍感。遺跡で発見した剣が聖剣アヴィリオンであることが解り、それによりかつて存在したダナーン王家の末裔であることも判明する。
ティナ
声 - 水純なな歩
主人公の幼なじみで村の長老の孫娘。明るく元気でおてんばで、やや節介な性格で思ったことはすぐに口に出してしまう性格だが、戦死者のことを思い戦争の祝勝会を素直に喜べないなど心優しい一面を持っている。両親は幼い頃に離婚し父親が出稼ぎに行っているため祖父と二人ぐらいをしている。強力な黒魔法の使い手だが以前は周囲の目を嫌って魔法が使えることを隠していた。両親は幼い頃に離婚している。
フィリア
声 - みる
エルフの姫。気位が高く思慮深い性格で、ツンデレな面も持つ。弟に会いに行くお忍びの旅をしている途中、魔物の群れに襲われたところをアレンらに助けられて以降、彼らに協力するようになる。弓と精霊魔法を駆使し味方を援護する。
ユミル
声 - まきいづみ
ドワーフ族の小さな女戦士。外見は普通の少女のようであるがドワーフであるからか、非常に強い力を発揮する一方でとても大食いでお腹が減ると急に力が出なくなる。また外見同様にも精神年齢も幼く天真爛漫で、人懐っこい性格だが言葉遣いはたどたどしい。以前、迷子になっているところをヴァンスの弟・メルヴィンに助けられて以来、他種族に対する考えが変わり他種族とも仲よくしたいと考えるようになった。ドワーフ族ならではの斧を用いた圧倒的破壊力で敵を蹴散らす。
アシュレイ
声 - かわしまりの
ヴァルーダ族の竜騎士。口数が少なく男勝りな面もあるがやさしい性格。相方のニドという名のメスの飛竜に乗って旅をしている。風のオーブを守る戦いで自分の恋人を失って以来、自らの死に場所を求めるような戦いをしていたが、それによりニドが深手を負い、その治療を他種族であるエルフから受けたことにより、考えを改め、ディアドラからオーブを守るために仲間となった。上空からの襲撃による一撃離脱の戦法をとり攻守のバランスがいい。
リーゼロッテ
声 - 藤森ゆき奈
ケット・シー族の発明家で、色々な物を発明している科学者。帝国傘下に入ったギルドに所属していたが、かねてより帝国のやり方に疑問を持っており、アレンらの説得に応じ行動を共にするようになる。頭はいいが、世間知らずの天然。理系的・コンピュータ的な考え方をするため、時々周りを困惑させることがある。自身が発明した銃器による科学戦法を得意とする。
ヴァンス
声 - ルネッサンス山田
主人公の幼なじみ。明るく元気で基本的に熱い性格だが、主人公より年上なので、やや落ち着きがある。病弱な弟メルヴィンを街の医者に治療してもらうため、将来、王国の騎士になることを夢見ていた。襲撃により弟が殺された後、復讐のため打倒帝国、打倒ディアドラに燃え、目の敵にするようになる。そのため、帝国の事となると意固地になることも多い。また、聖剣アヴィリオンにより、自らの憎悪の大きさを知り、少しは自制できるようになったがディアドラの城を早期に攻めようと発言するなど強引な面が大きく、感情で発言してしまうことが多い。大剣を愛用しており機動力はやや劣るものの攻撃力は高い。
ディアドラ
声 - 桃井いちご
復活した滅びの魔女。北の台地・ノースガルドにある妖魔城を拠点としている。はるか昔、一介の魔術師だったが魔女狩りに遭い目の前で娘が殺されたことで果てしない憎悪と復讐心が生まれ、そこを魔王グレンデスに付け入られ操られ滅びの魔女となった。
レオンハルト
声 - 竹田いづも
ディアドラの忠実な側近の魔族。表向きは帝国最強軍団"不死の軍団"の隊長を務めているがカムフラージュで本質的にはディアドラのみで忠誠を誓っている。そのため皇帝には丁寧な態度で接するが、心から仕えているわけではない。
エリシア
声 - 榎津まお
ディアドラの側近のダークエルフ。ダークエルフの弓隊を率いている。レオンハルトへの愛を胸のうちに秘めている。

## スタッフ
- 原画:山本和枝

## 主題歌
TAIGA～支流の束ね
作詞：CANDY
作曲：ぴょんも
歌：CANDY